# Radlaczek zwisły
Radlaczek zwisły (Plicatura pendula (Alb. & Schwein.) B. Palla, V. Papp & Dima) – gatunek grzybów należący do rodziny Amylocorticiaceae.

## Systematyka i nazewnictwo
Pozycja w klasyfikacji według Index Fungorum: Plicatura pendula, Plicatura, Amylocorticiaceae, Agaricales, Agaricomycetidae, Agaricomycetes, Agaricomycotina, Basidiomycota, Dikarya, Fungi.
Po raz pierwszy takson ten zdiagnozowali w 1805 r. Johannes Baptista von Albertini oraz Lewis David von Schweinitz, nadając mu nazwę Sistotrema pendulum. Obecną, uznaną przez Index Fungorum nadał mu w 2024 r. Zdeněk Pouzar, przenosząc go do rodzaju Plicatura (fałdówka). Synonimy naukowe:
- Sistotrema pendulum Alb. & Schwein. 1805
- Sistotrema conchatum Ehrenb 1818
- Hydnum pendulum (Alb. & Schwein.) Fr. 1821
- Sistotrema pendulum subsp. conchatum (Ehrenb.) Pers. 1825
- Irpex pendulus (Alb. & Schwein.) Fr. 1828
- Irpicodon pendulus (Alb. & Schwein.) Pouzar 1966
- Xylodon pendulus (Alb. & Schwein.) Kuntze 1898[4].

Nazwę polską podał Władysław Wojewoda w 2003 r. Po przeniesieniu do rodzaju Plicatura stała się ona niespójna z nazwą naukową. W polskim piśmiennictwie mykologicznym gatunek ten opisywany był również jako: palczak zwisły, palczak wiszący.

## Morfologia
Owocnik
Owocniki mają z reguły kapeluszowaty lub muszlowaty kształt. Ich średnica waha się od 5 do 30 mm. Górna powierzchnia jest początkowo biaława i filcowata, u starszych owocników staje się naga, z niewielkimi rzęskami na krawędzi, a jej barwa przechodzi w kolor ochrowy. Może być promieniście pomarszczona.
Hymenofor
Składa się ze spłaszczonych, nieregularnych kolców lub falbanek. Ma barwę białawą.
Trzon
Owocniki nie posiadają wyraźnie wyodrębnionego trzonu. Do substratu przyrastają bocznie lub centralnie.
Miąższ
Cienki, biały, bez wyraźnego smaku ani zapachu. W stanie wilgotnym jest miękki i elastyczny, w stanie suchym staje się twardy i kruchy.
Cechy mikroskopowe
Zarodniki amyloidalne, o wydłużonym cylindrycznym kształcie i rozmiarze rzędu 4-5 × 2,5 μm.

## Występowanie i siedlisko
Gatunek rzadki, występujący w Azji, Ameryce Północnej i Europie. W Polsce gatunek rzadki, wpisany na Czerwoną liście grzybów wielkoowocnikowych Polski ze statusem E – gatunek wymierający.
Jest wyspecjalizowanym słabym pasożytem, a po śmierci drzewa także saprotrofem – zasiedla osłabione, silnie uszkodzone lub obumarłe sosny zwyczajne (Pinus sylvestris). Może wyrastać na pniach, konarach oraz pomniejszych gałęziach, zwykle pojawiając się w miejscach starych uszkodzeń, rzadziej przebijając się przez korę. Na przełomie XX i XXI wieku był znany z zaledwie trzech stanowisk w Polsce.
Owocniki pojawiają się głównie w miesiącach zimowych.

## Znaczenie
Gatunek niejadalny.